# Midila bordonorum
Midila bordonorum là một loài bướm đêm trong họ Crambidae.